# Federico Ruffo
Federico Ruffo (Roma, 17 febbraio 1979) è un giornalista, scrittore, conduttore televisivo e radiofonico italiano.

## Biografia
Nato e cresciuto a Ostia da una famiglia di origini calabresi, inizia la carriera nelle tv private, all'interno della redazione di Canale 10 con cui collabora per tre anni. Nel frattempo diventa corrispondente locale per Il Tempo, Metro e  il Messaggero.
Nel 2001 approda in Rai presso la redazione de La vita in diretta in seguito a un'inchiesta da infiltrato sul mondo dei combattimenti tra pitbull nella pineta di Ostia, che porterà la Procura di Roma all’apertura di un’indagine a carico di un clan di nomadi.
Nel 2002 passa ai programmi d'informazione di prima serata di Rai 2 e nel 2005 passa a Rai 3, dove lavora per due stagioni a Mi manda Raitre, iniziando anche la collaborazione con Le Iene, e per tre stagioni presso la redazione di Crash.
Nell'estate del 2006 si sposta a LA7 dove viene scelto da Antonello Piroso per la conduzione di una delle rubriche di Omnibus estate.
Nel 2008 si sposta a Mediaset, presso la redazione del TG5, dove tornerà nel 2010, dopo aver lavorato nel corso del 2009 per Report di Milena Gabanelli.
Nel 2011 incontra Riccardo Iacona, che lo sceglie per la redazione di Presa diretta, dove resta fino al 2016 realizzando inchieste investigative ricorrendo spesso al lavoro sotto copertura e ricevendo diversi riconoscimenti.
Nel 2014 collabora con Riccardo Iacona alla realizzazione di Utilizzatori finali, libro inchiesta sul turismo sessuale, con il racconto del suo viaggio sotto falsa identità tra i turisti del sesso italiani in Thailandia. A marzo dello stesso anno pubblica per Rizzoli Gli orologi del diavolo, romanzo inchiesta ispirato alla vicenda del testimone di giustizia Gianfranco Franciosi, un civile infiltrato per sette anni in un cartello internazionale di trafficanti di droga.
Nel 2016 partecipa al progetto sperimentale REC, realizzato in collaborazione tra le redazioni di Presa diretta e Report, sotto la guida di Sigfrido Ranucci, che decide di riportare Ruffo alla redazione di Report.
A fine 2016 il direttore di Rai 3 Daria Bignardi lo sceglie per condurre e riscrivere il format de Il posto giusto, programma di Rai 3 dedicato al lavoro, a cui segue la conduzione in seconda serata di FarWeb, progetto sperimentale di inchieste sul fenomeno degli hater.
Nel novembre 2018 ha subito un attentato, per poco sventato: il pianerottolo della sua casa di Ostia è stato cosparso di benzina.
Dal 7 settembre 2020 conduce Mi manda Raitre, sostituendo Salvo Sottile. Dall'11 settembre 2023 al 14 giugno 2024 conduce su Rai Radio 1 Hashtag. Nell'estate 2024 eredita la conduzione del programma di attualità Filorosso, che viene ribattezzato Filorosso Revolution. Subito dopo presenza come ospite ricorrente a Lo stato delle cose, programma condotto da Massimo Giletti su Rai 3.

## Premi e riconoscimenti
- 2008 - Premio Giornalistico Gaspare Barbiellini Amidei per l'inchiesta Sopravvivere al mestiere[13]
- 2012 - Premio Sodalitas per il reportage La cura[14][15]
- 2013 - Premio Ilaria Alpi "miglior inchiesta televisiva italiana sopra 15 minuti" per Ladri di calcio[16][17]

## Programmi

### Televisivi
- Il posto giusto (Rai 3, 2016-2021)[7]
- FarWeb (Rai 3, 2017)[18]
- Mi manda Raitre (Rai 3, dal 2020)
- Chiamata d'emergenza (Rai 3, 2024)
- Filorosso Revolution (Rai 3, dal 2024)
- Mano a mano (Rai 3, 2024)

### Radiofonici
- Hashtag (Rai Radio 1, 2023-2024)[12]